# Зандак-Ара
Зандак-Ара (чечен. За́ндакъ-А́ра) — село в Ножай-Юртовском районе Чеченской Республики. Входит в состав Гендергенского сельского поселения.

## География
Село расположено на левом берегу реки Ямансу, в 16 км к юго-западу от районного центра — Ножай-Юрт и в 95 км к юго-востоку от города Грозный.
Ближайшие населённые пункты: на севере — село Бильты, на северо-востоке — село Мехкешты, на востоке — село Даттах, на юго-востоке — село Булгат-Ирзу, на юге — село Стерч-Керч, на западе — село Гендерген.

## Название
Название села состоит из двух частей: Зандак — чеченский тайп зандакой и ара (аре) — «поляна», то есть «поляна тайпа зандакой».

## История
- В декабре 1839 — январе 1840 годов, во время военной экспедиции генерала Пулло, направленной на поддержание российского управления в регионе и разоружение «плоскостных» чеченцев, аул Зандак-Ара был сожжён, вместе с аулом Гендерген.
- 3 июня 1877 г. царские отряды под предводительством Батьянова были уничтожены села Чеччелхе, Даттах и Зандак-Ара, оставшихся в живых их жители выслали на плоскогорье[4]
- С 1944 по 1958 года, в период депортации чеченцев и ингушей и упразднения Чечено-Ингушской АССР, село носило название — Нижний Сиух[5][6].

## Население
| 1990 | 2002 | 2010 |
| ---- | ---- | ---- |
| 492  | ↗639 | ↗706 |

## Образование
- Зандак-Аринская муниципальная средняя общеобразовательная школа[9].

## Галерея

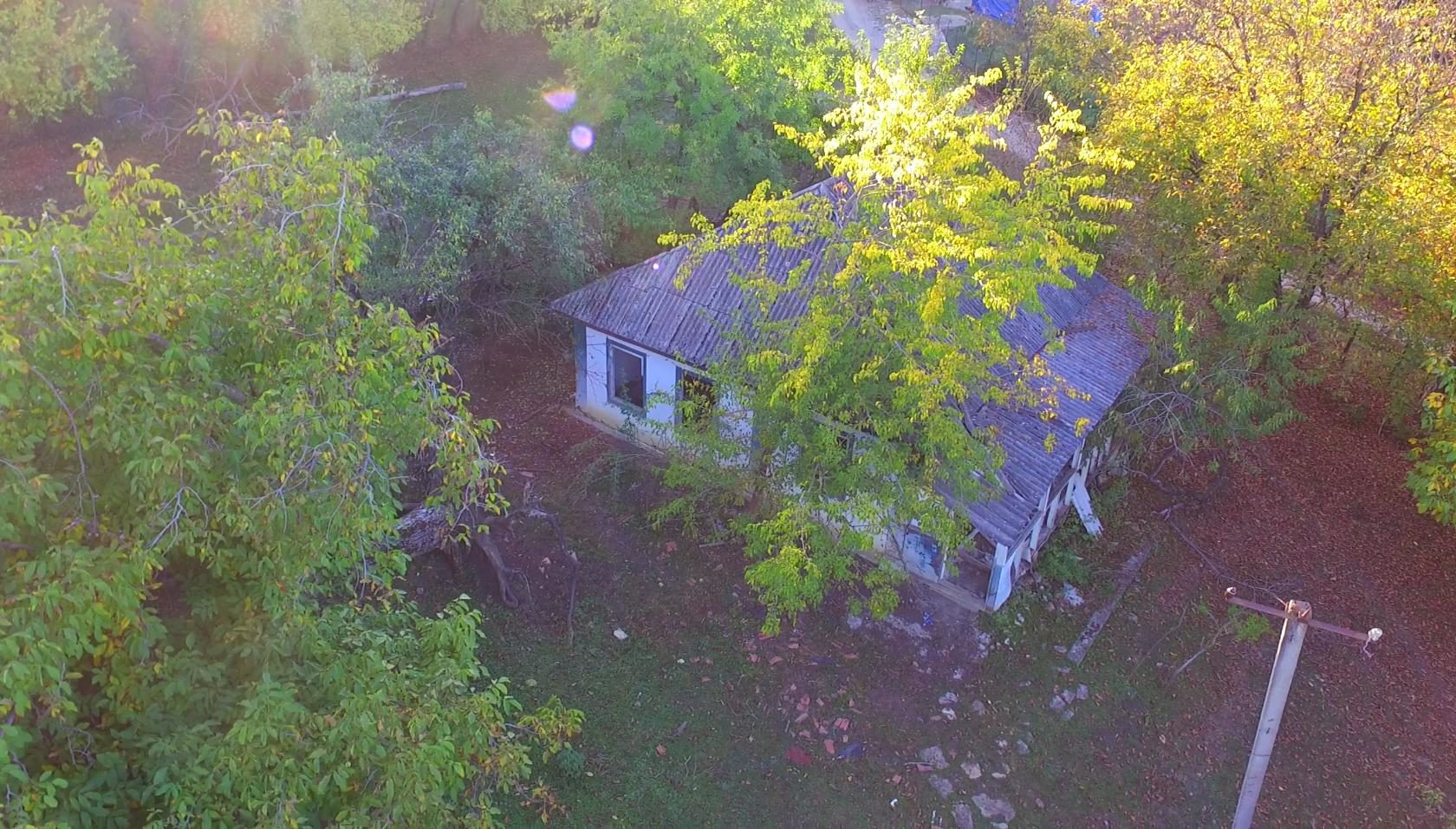
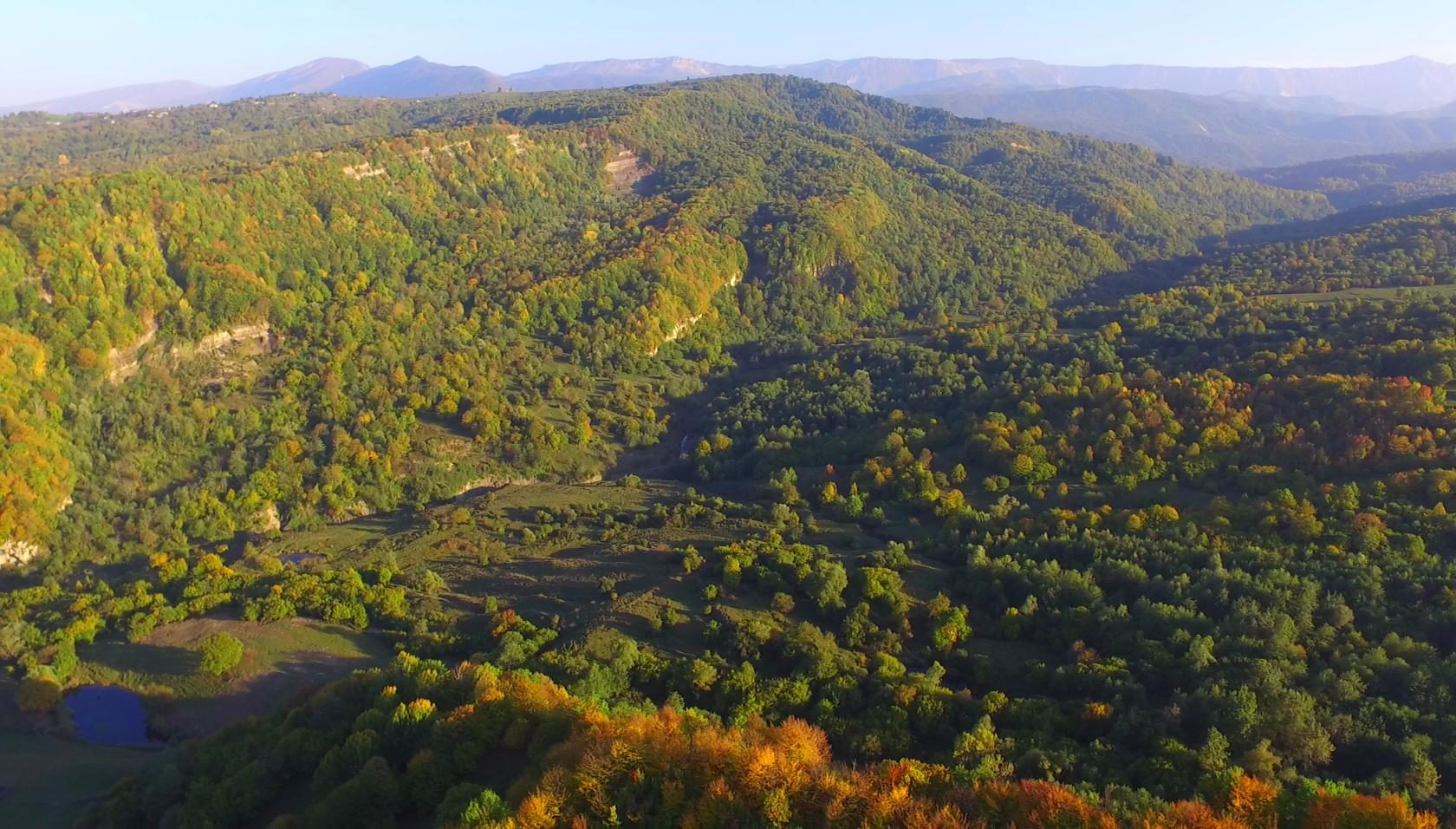
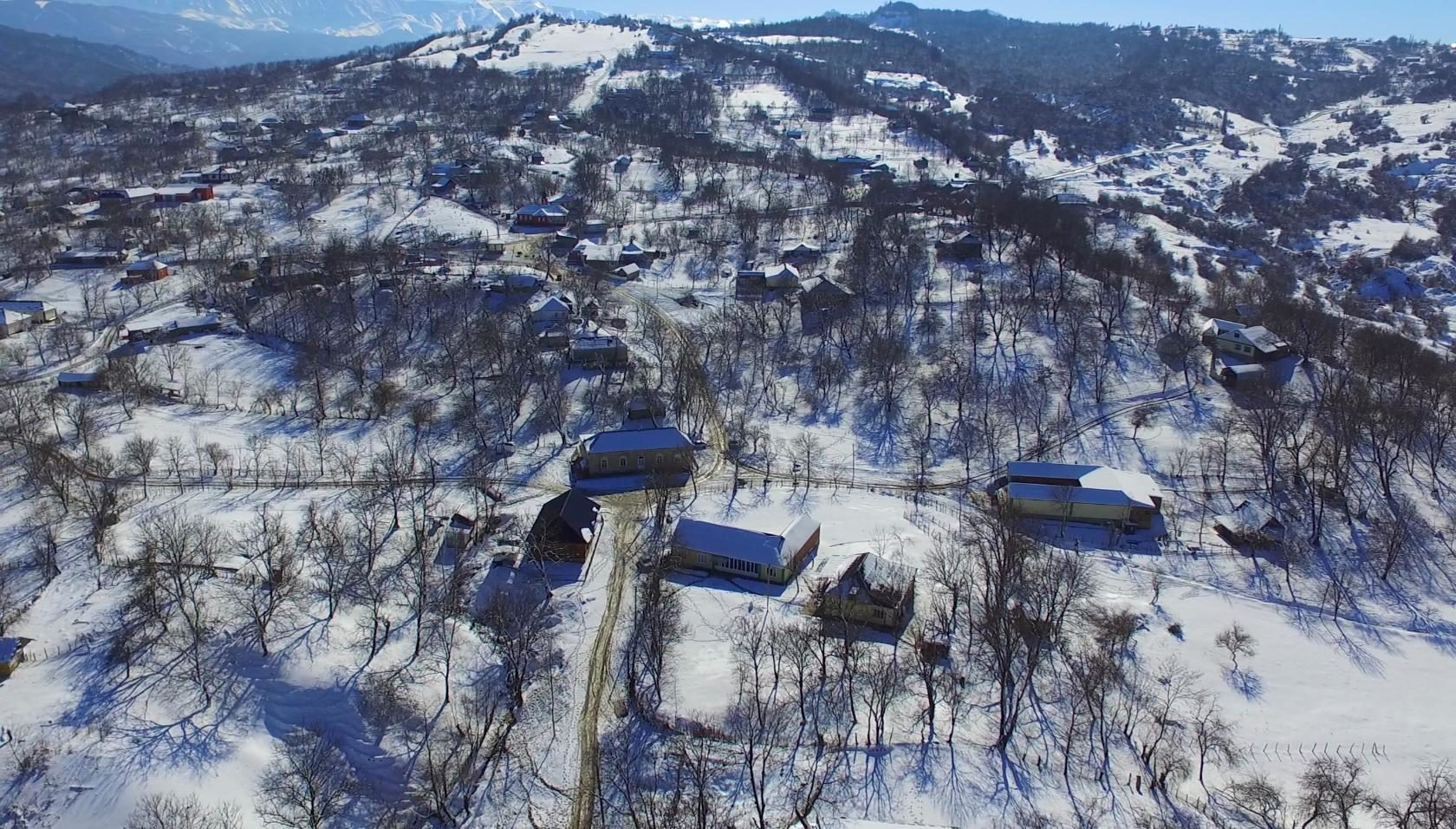
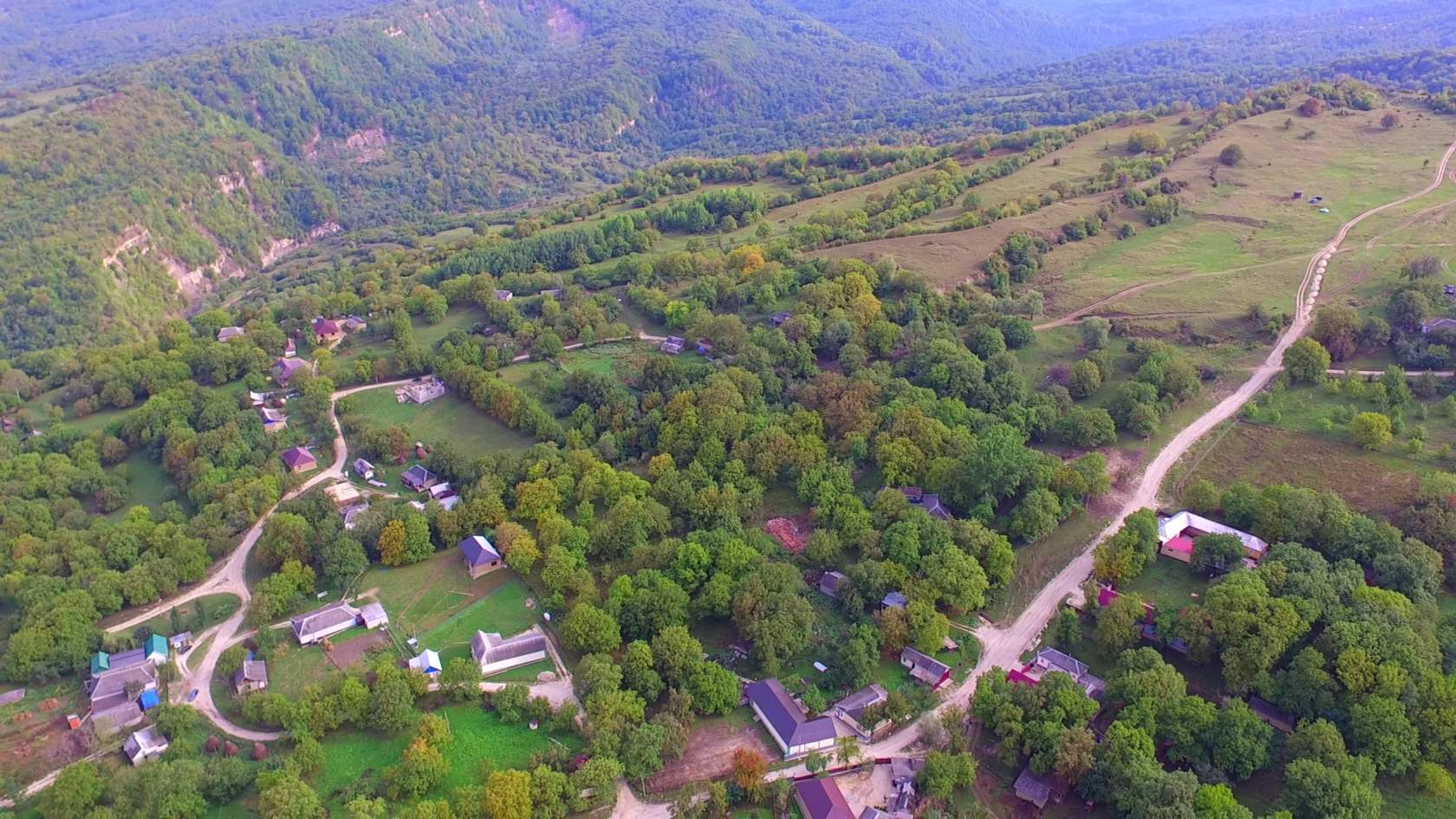
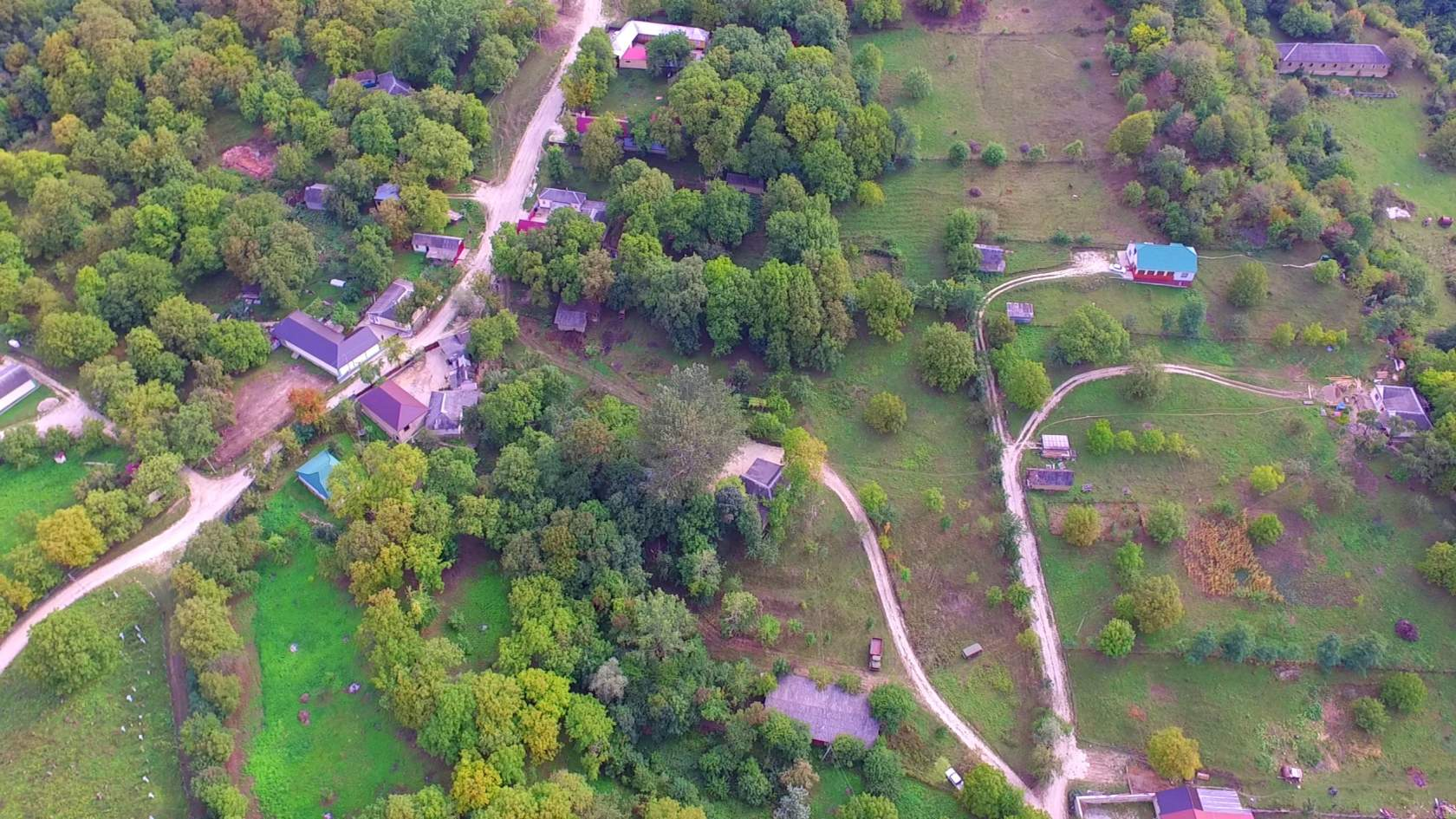
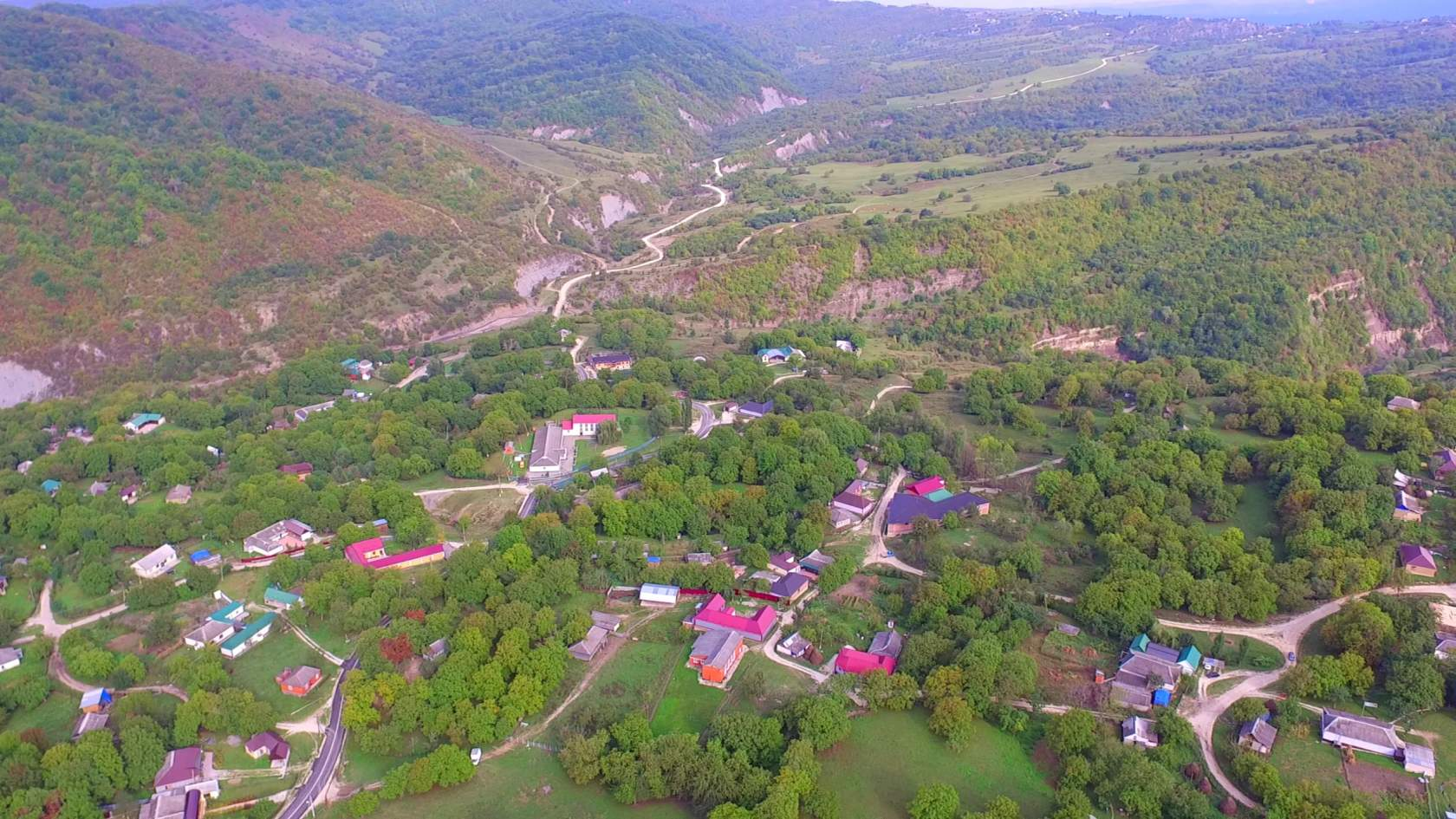
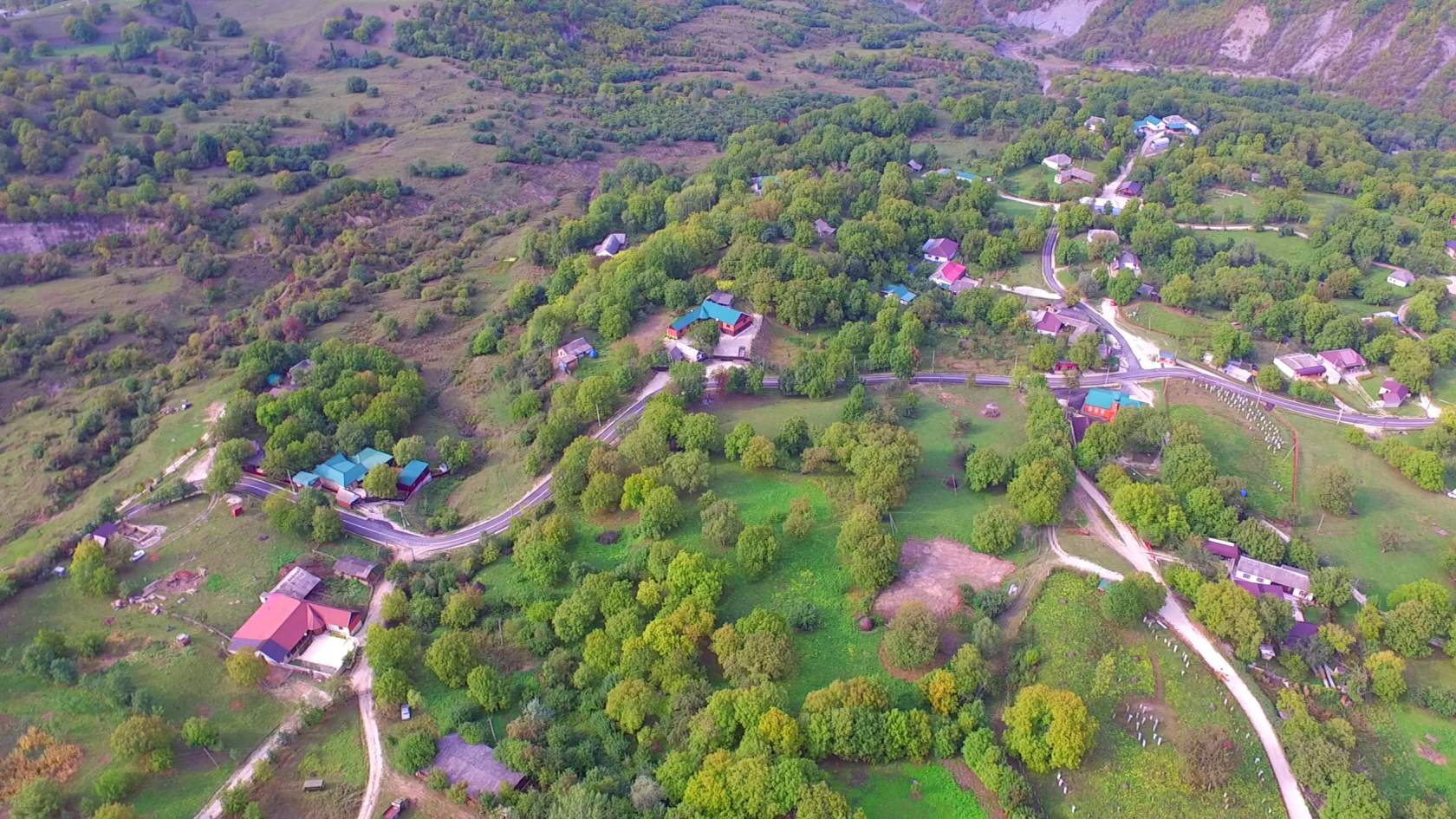
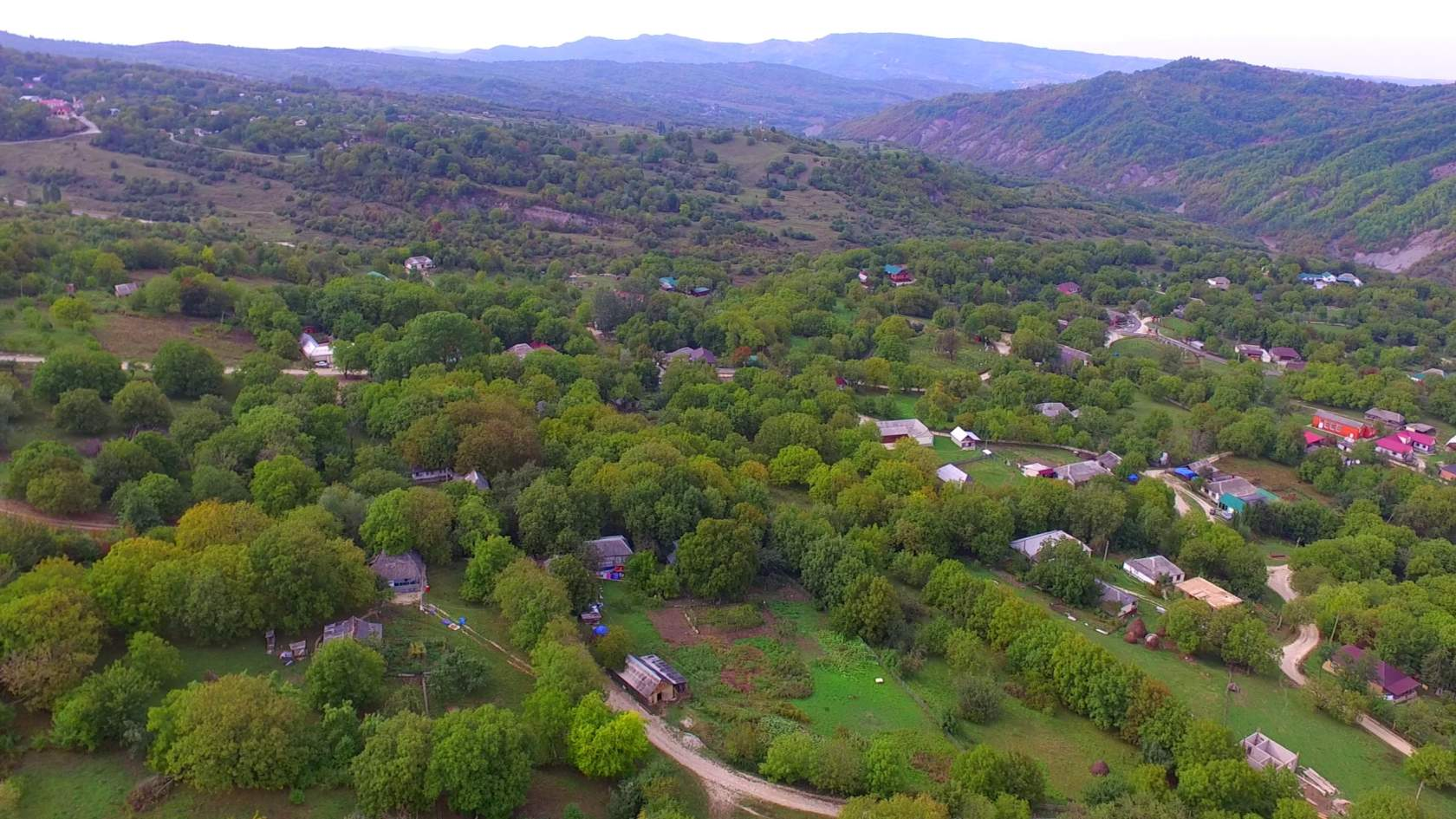
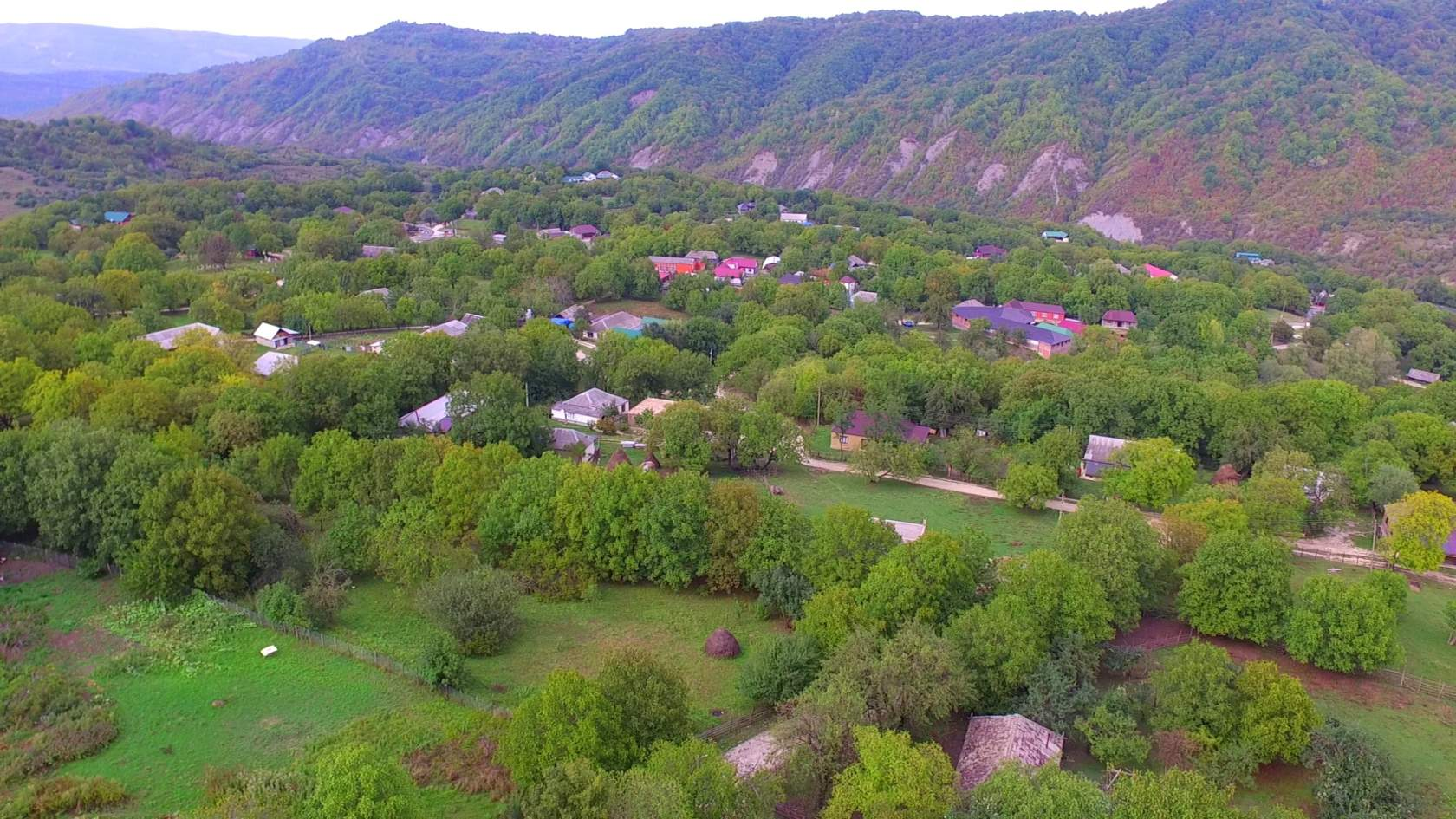
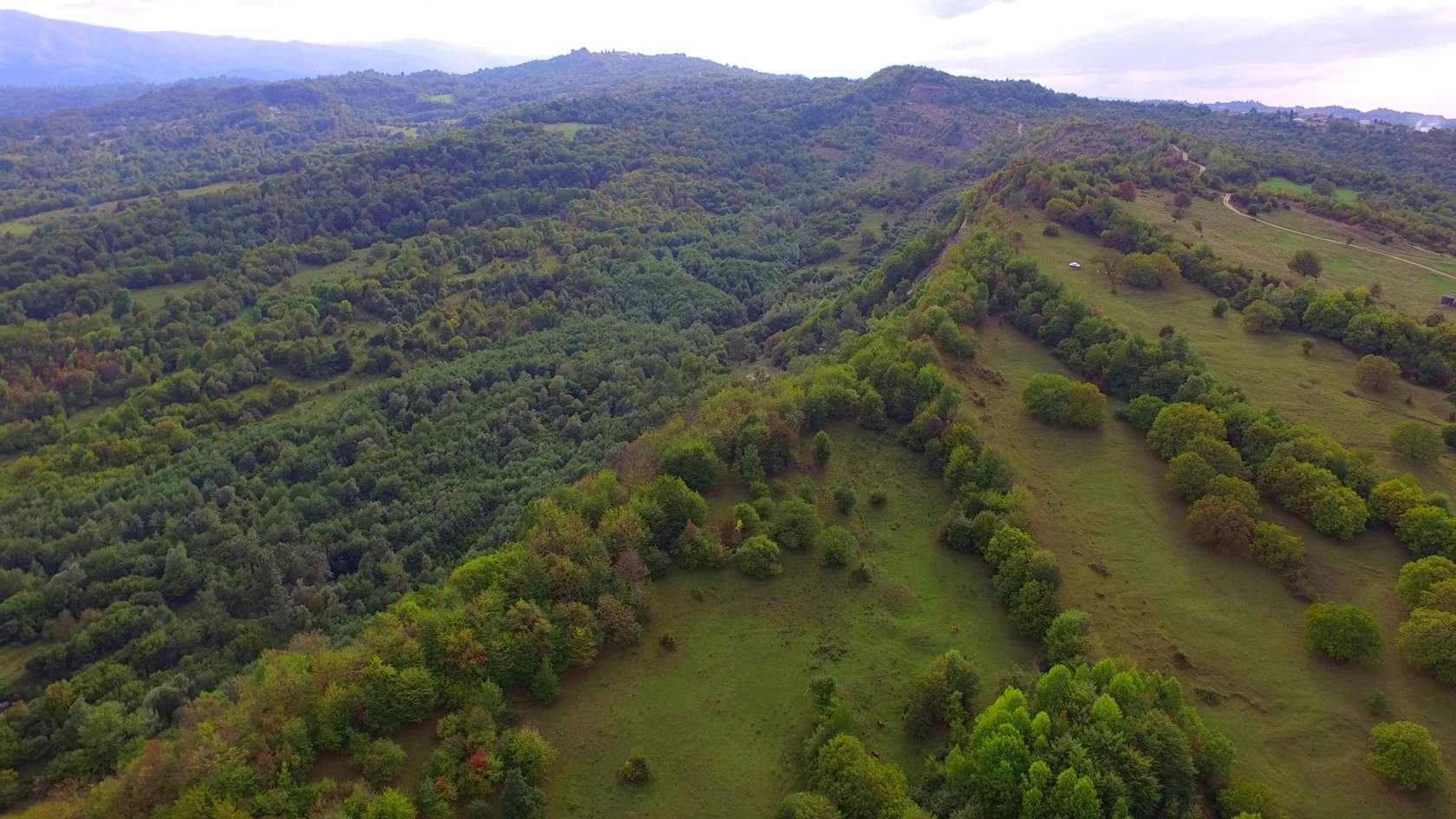
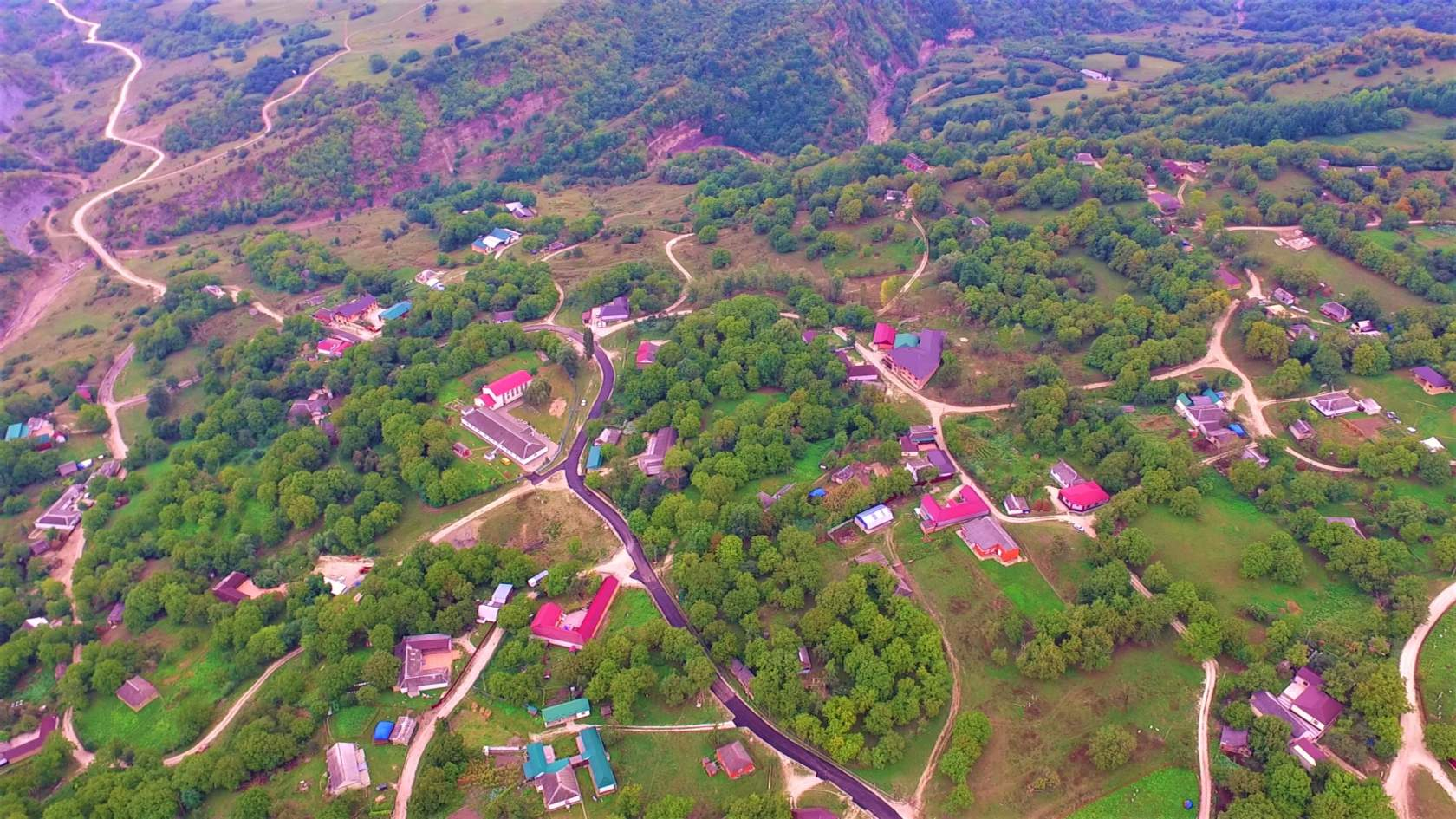
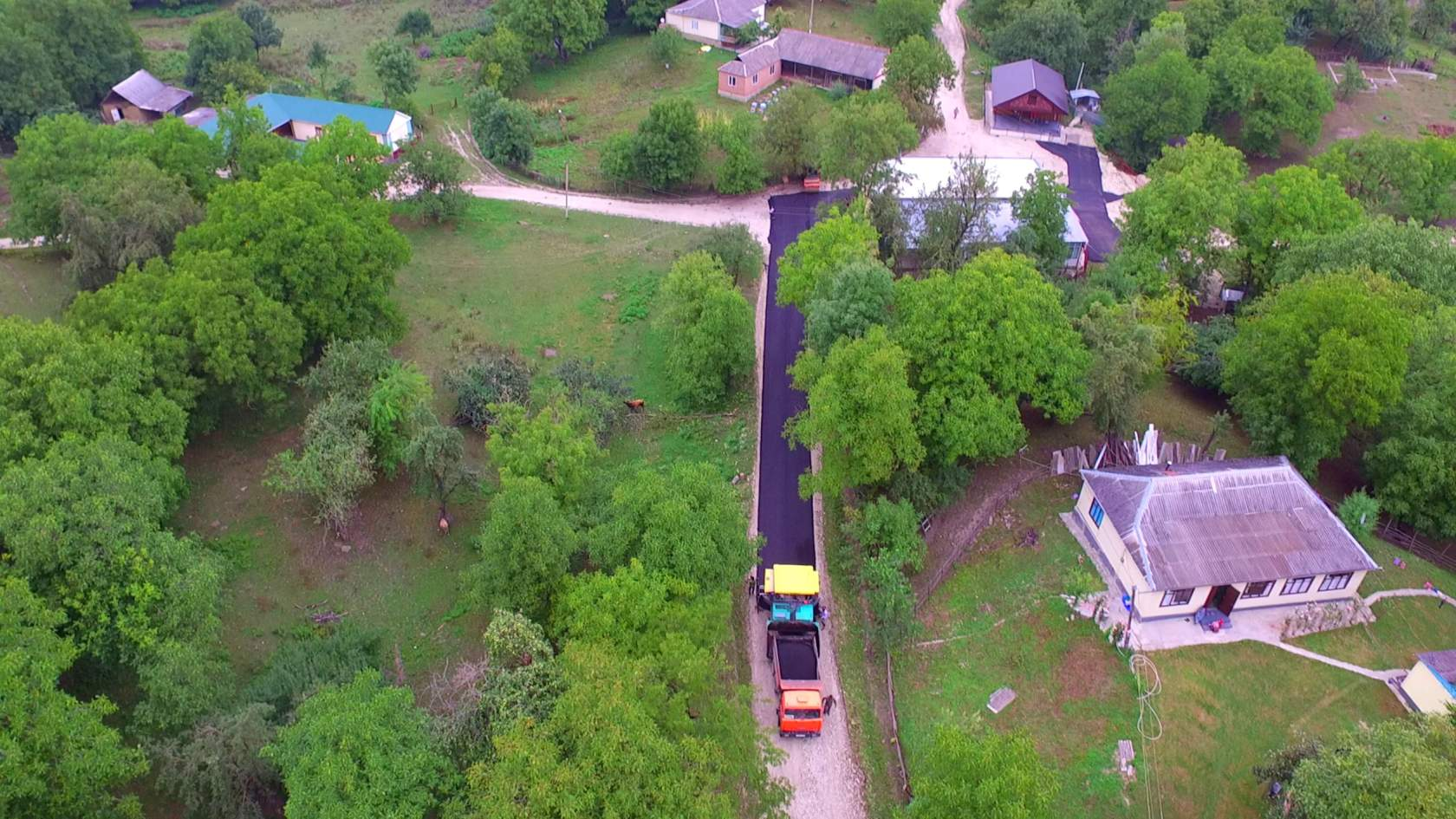
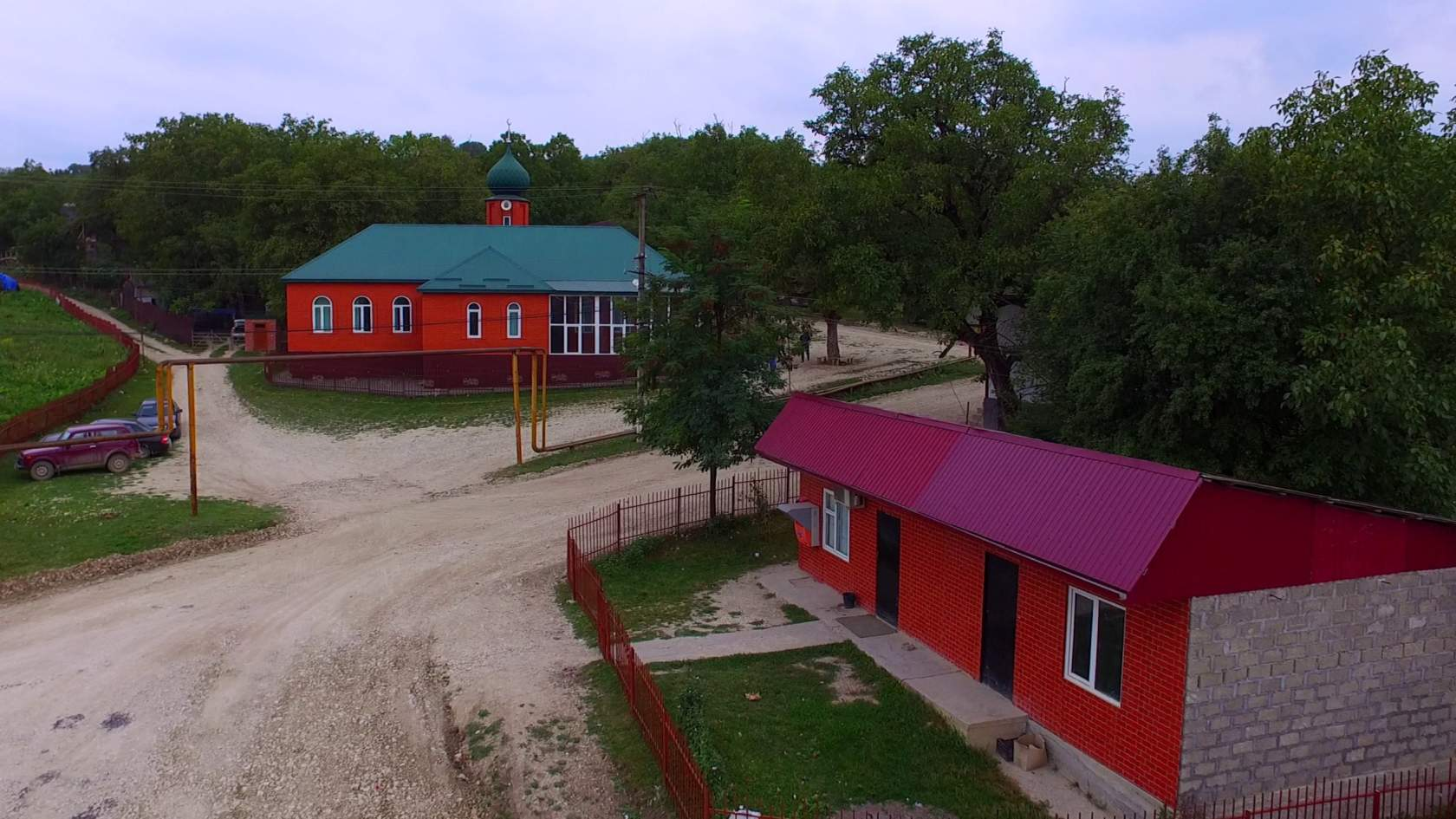
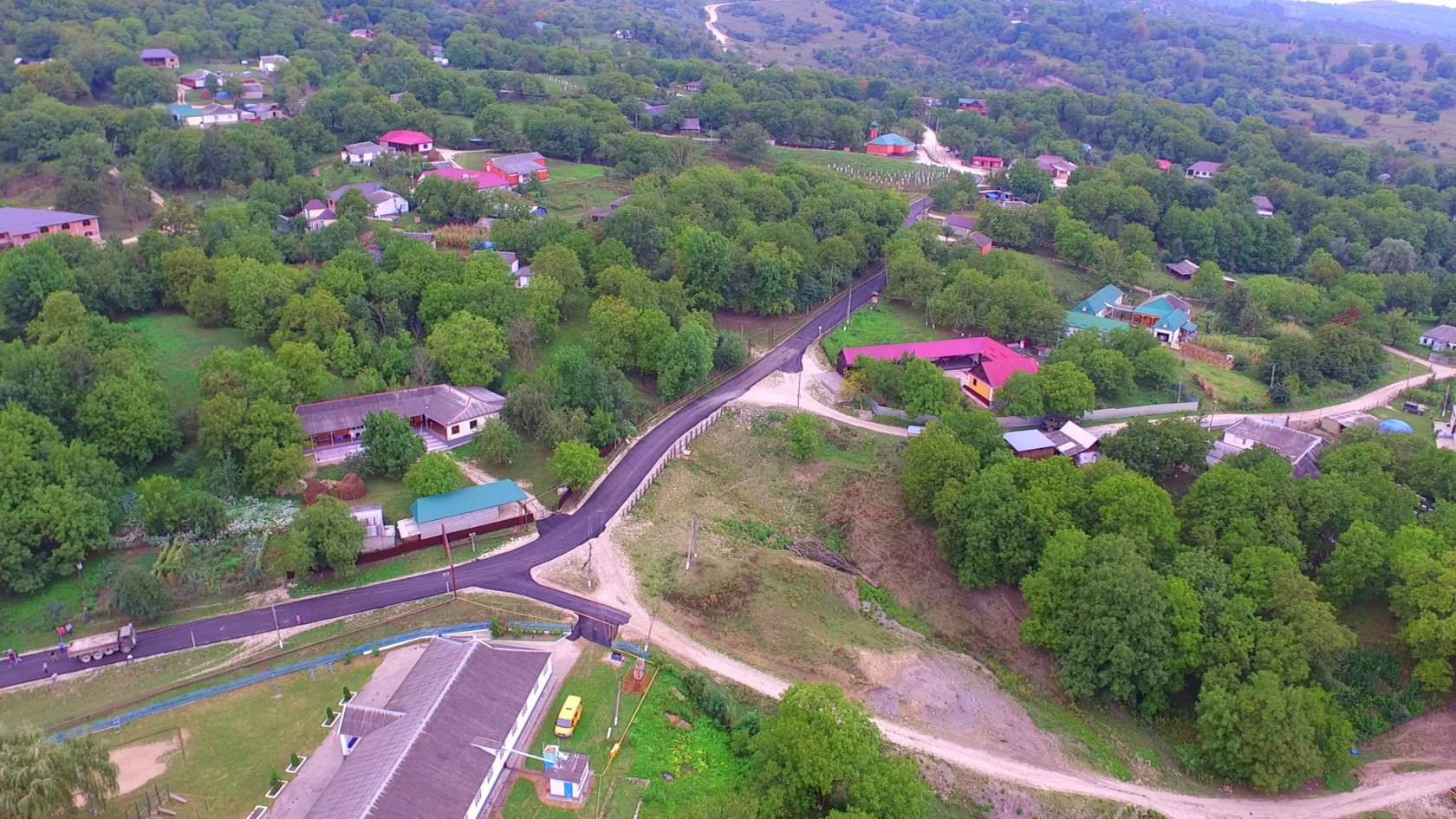
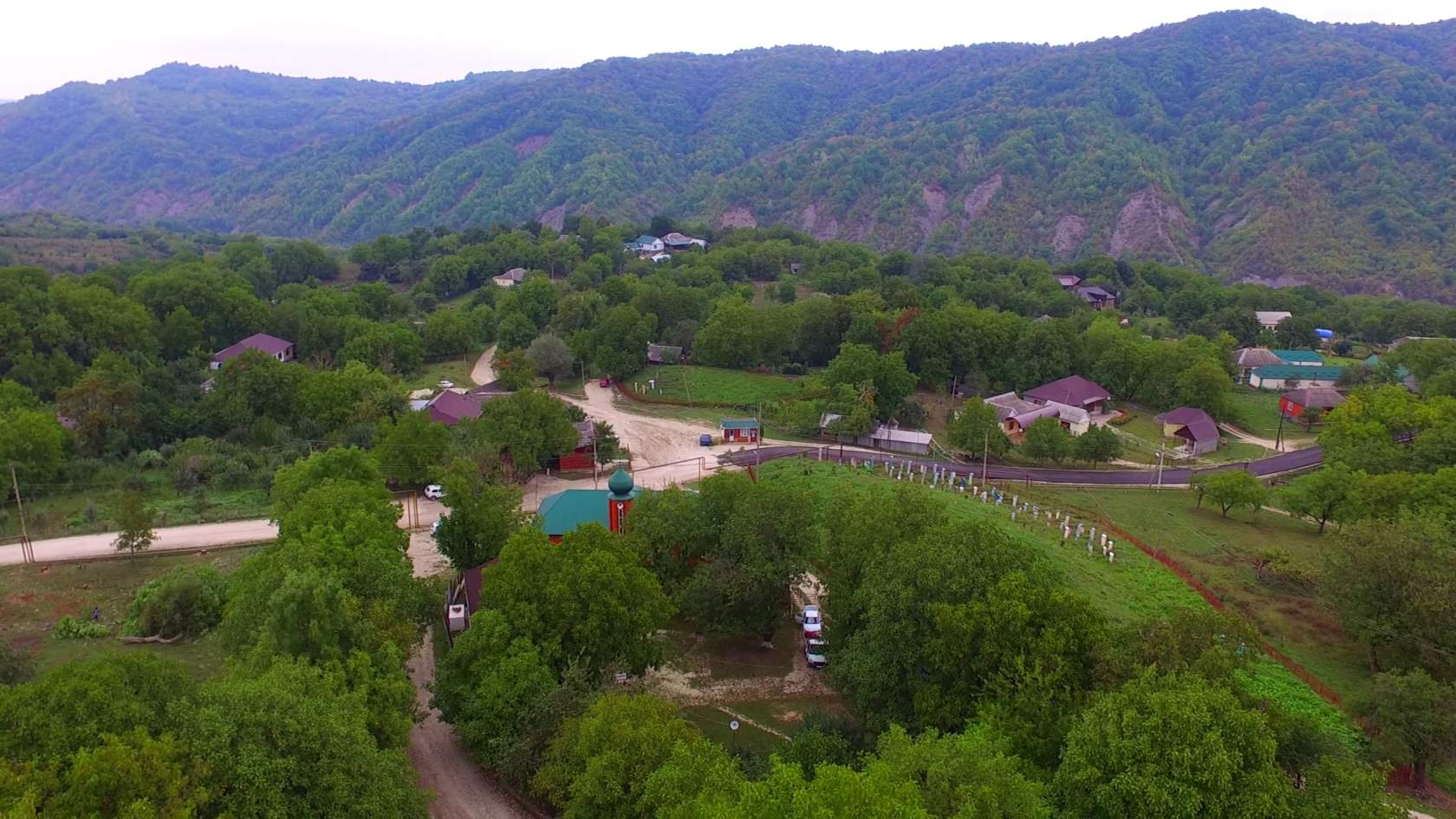
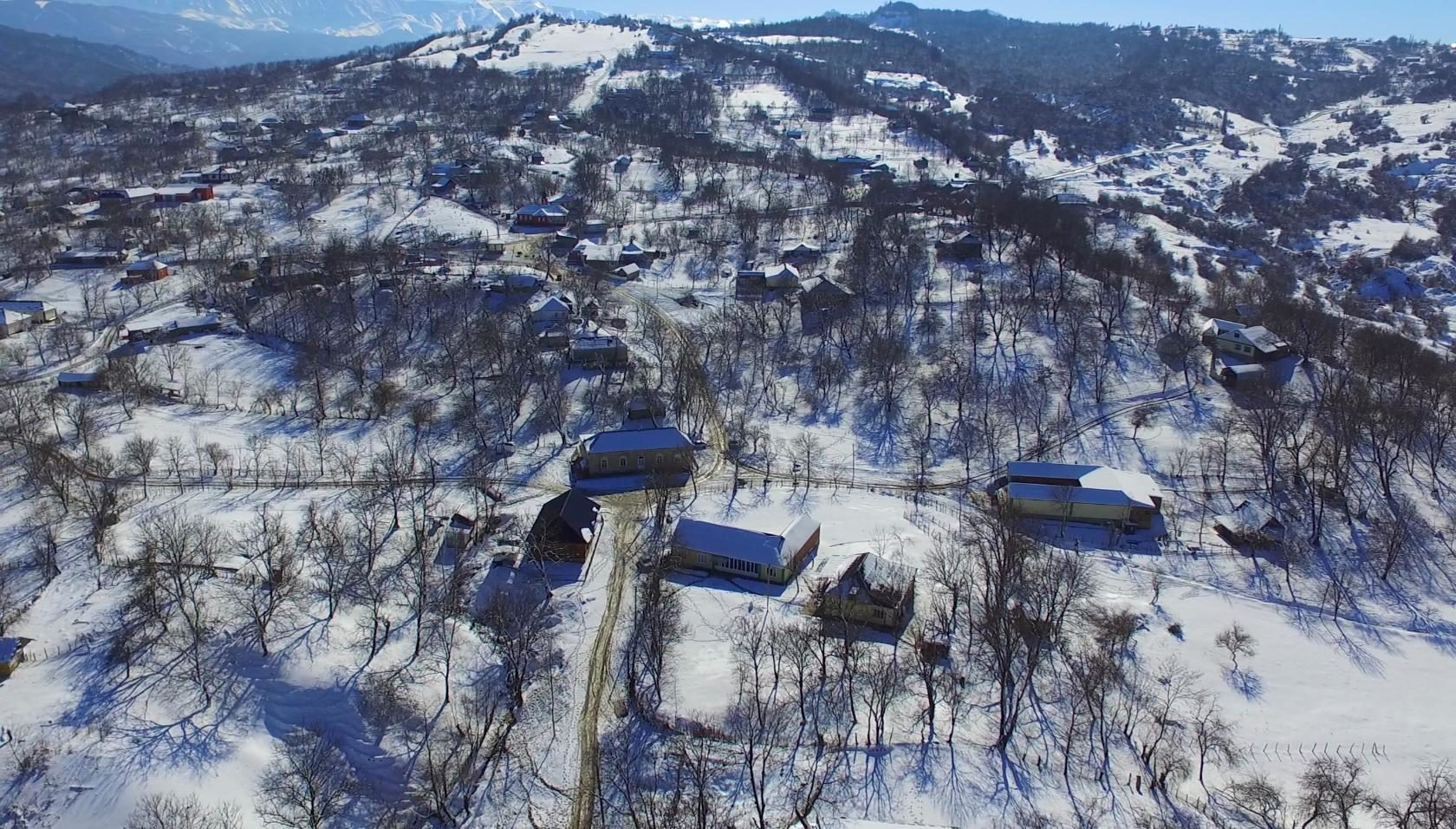
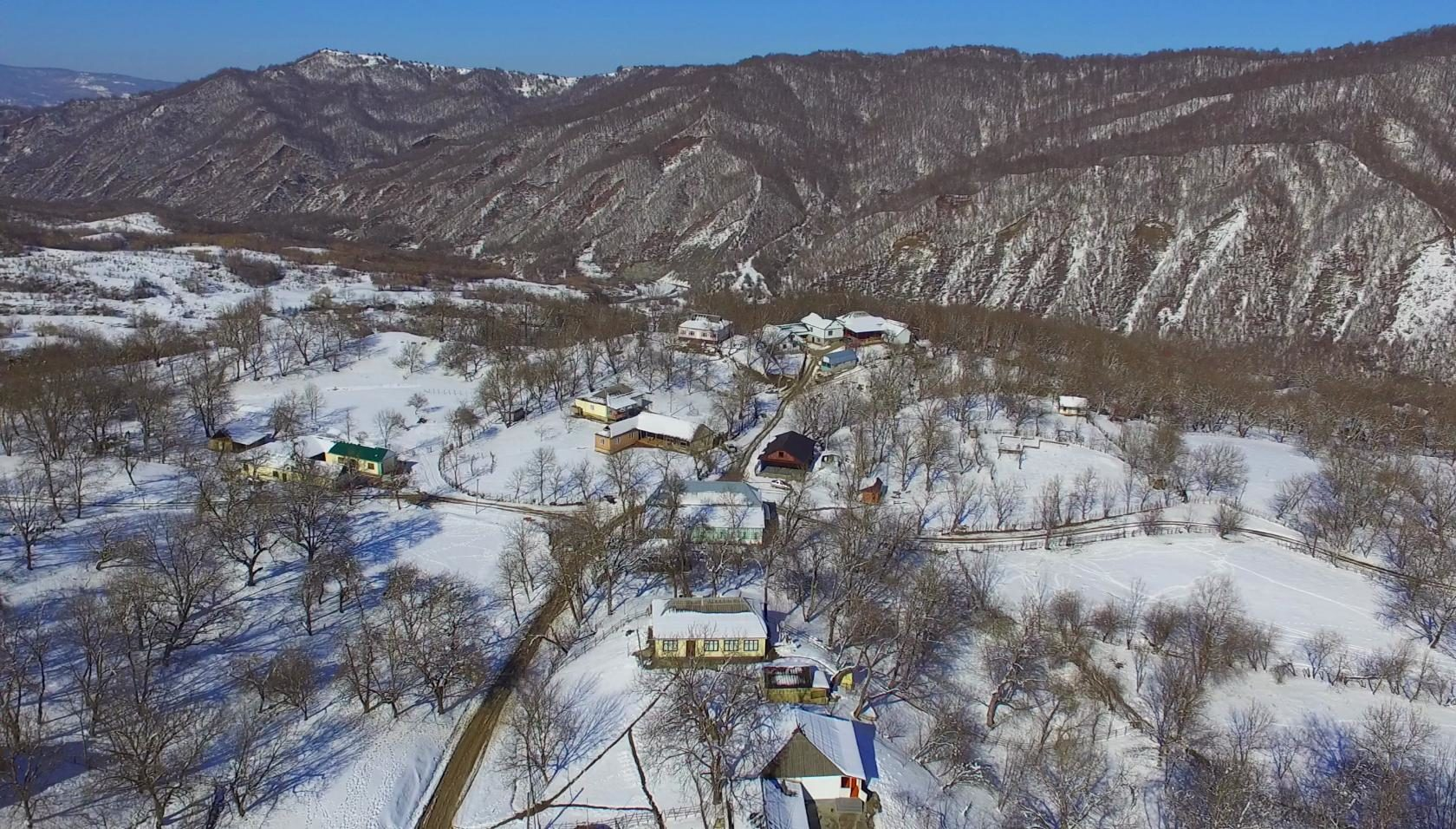
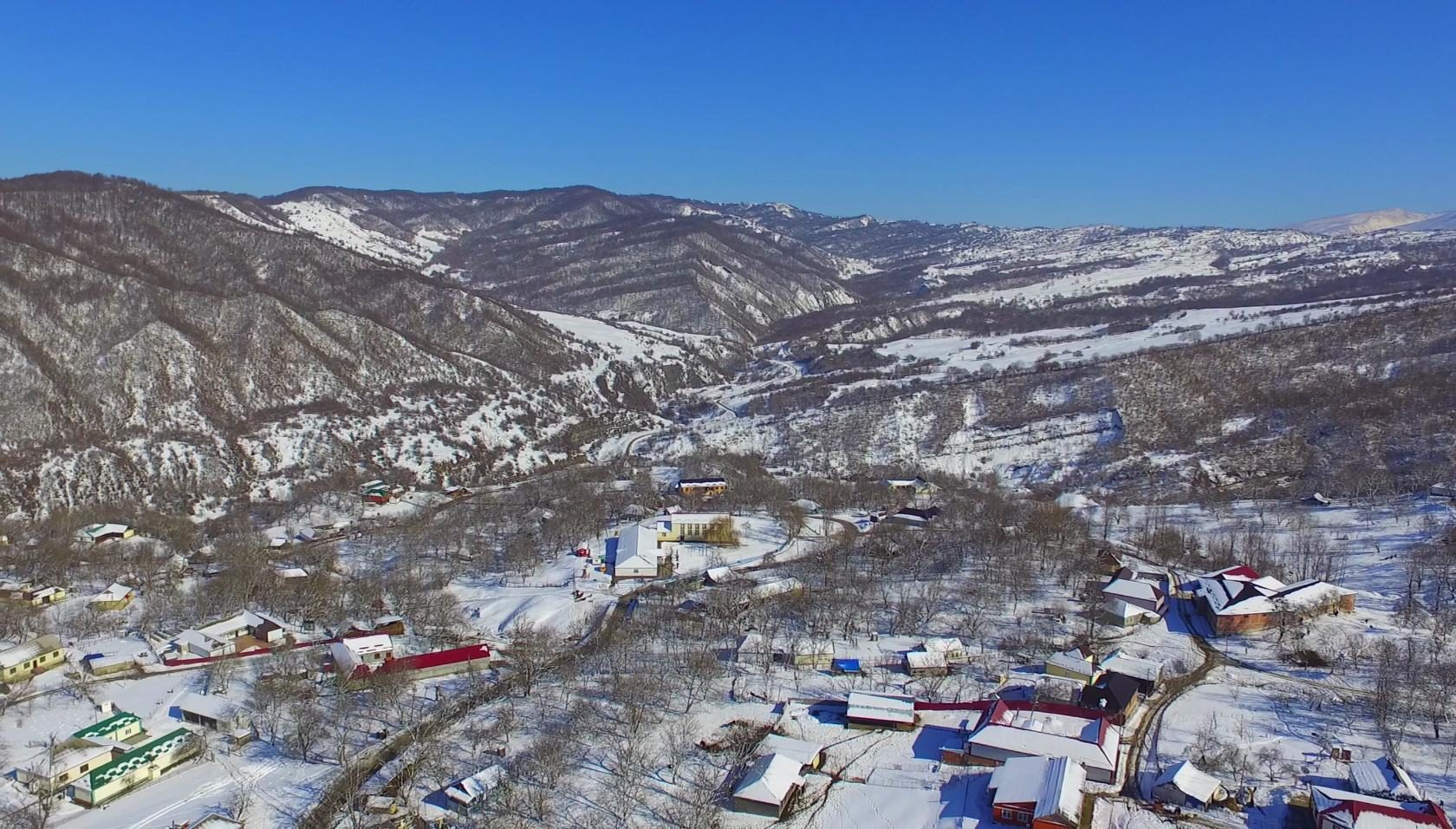
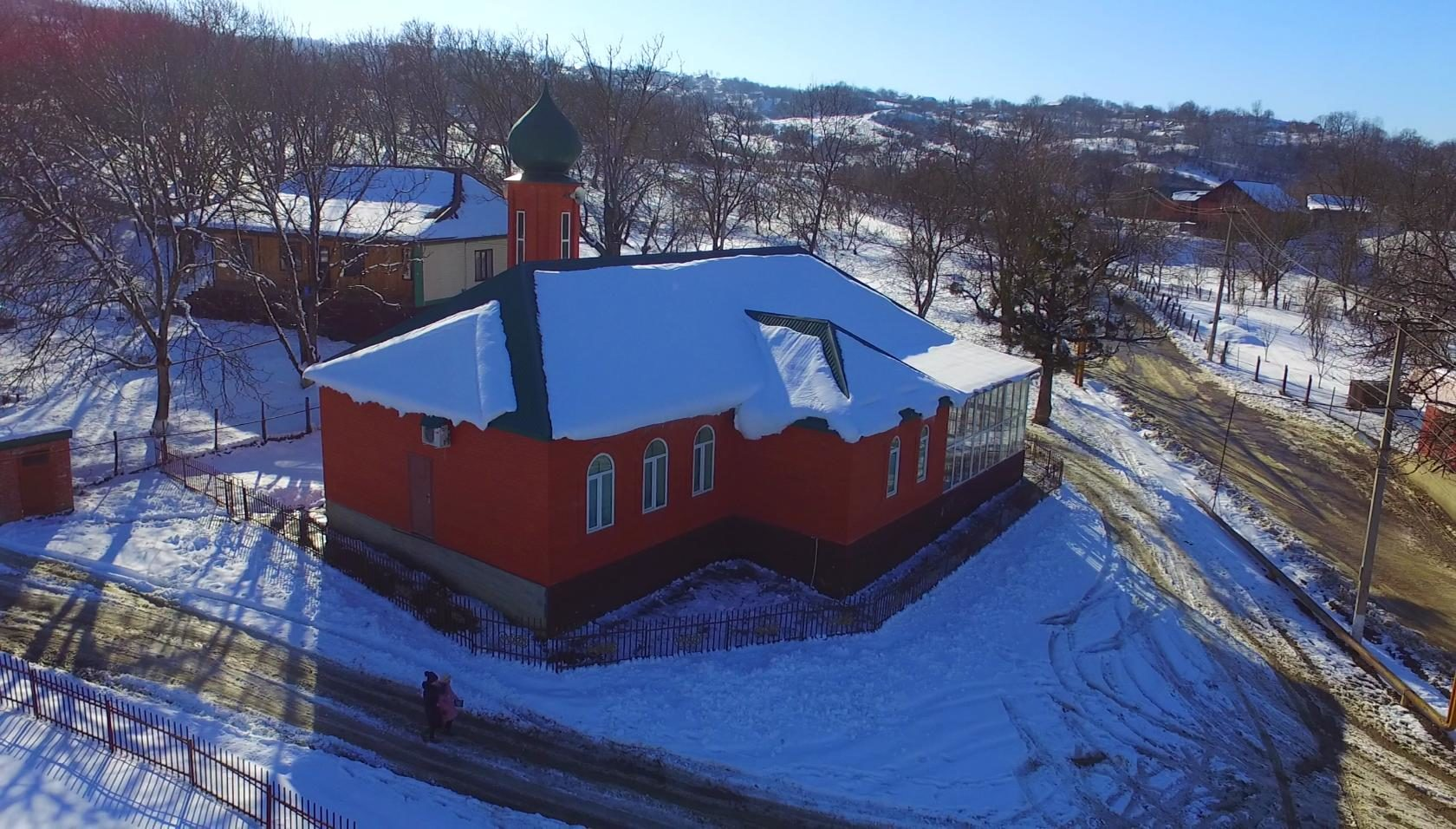
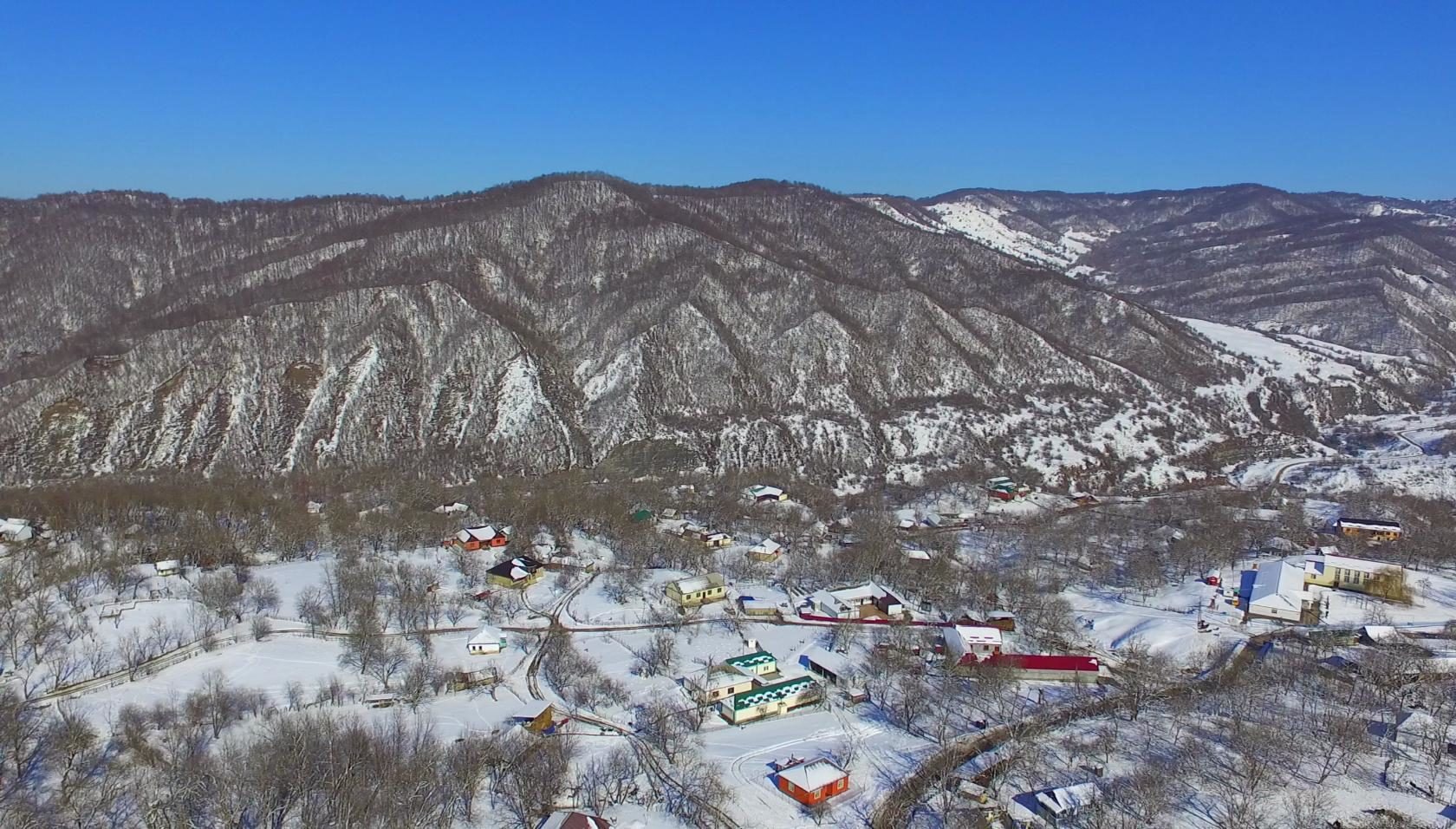
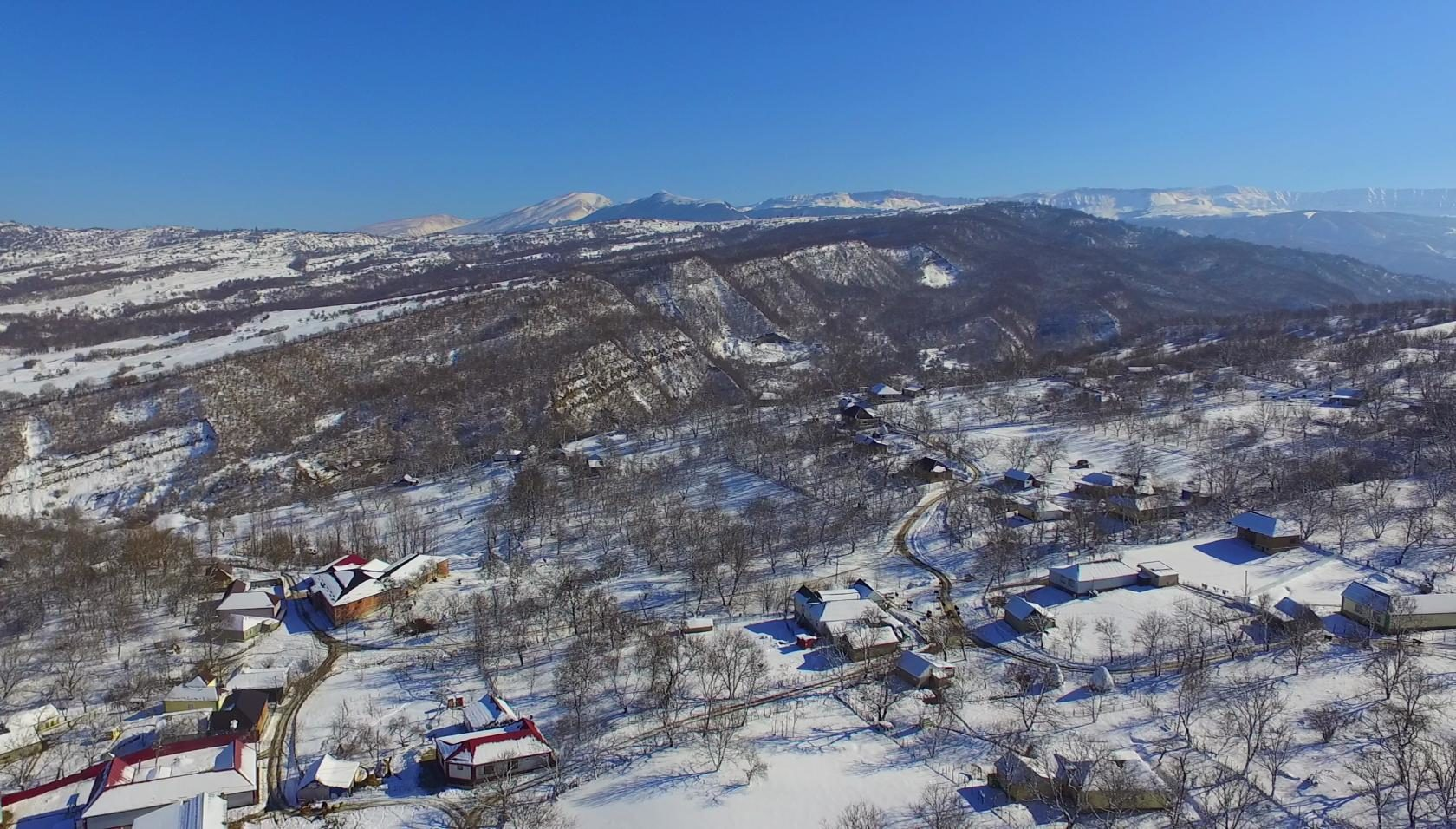
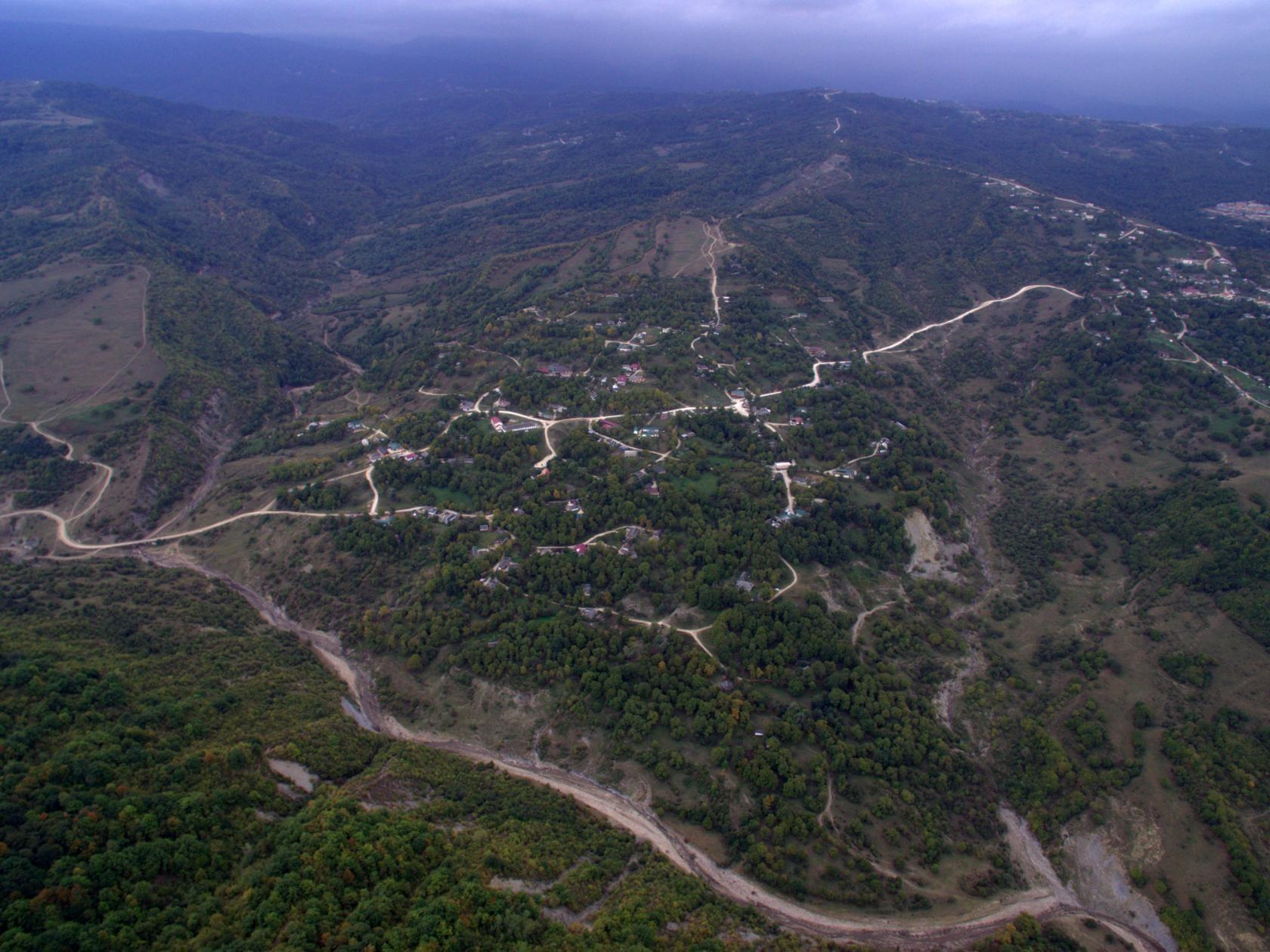
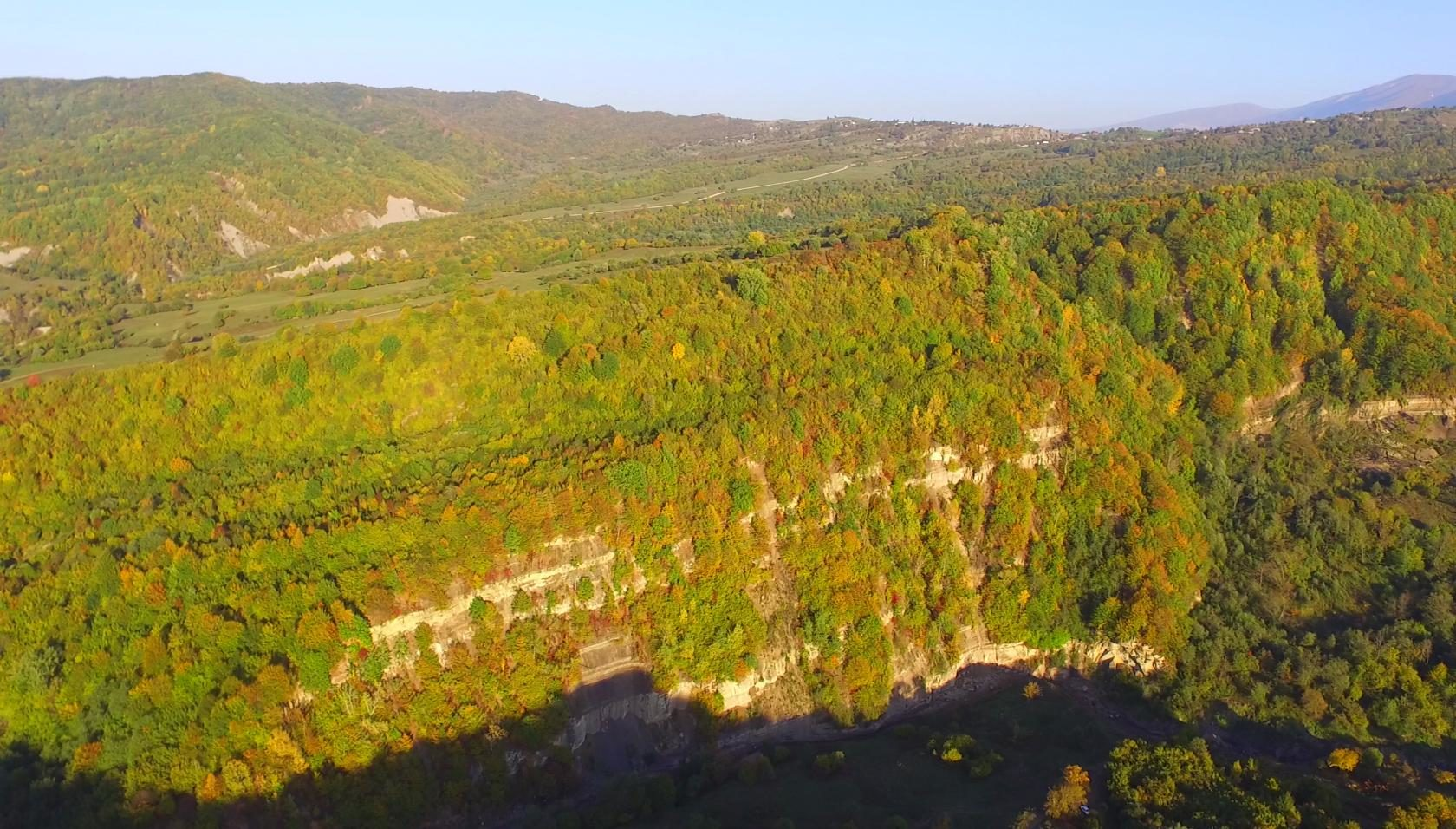
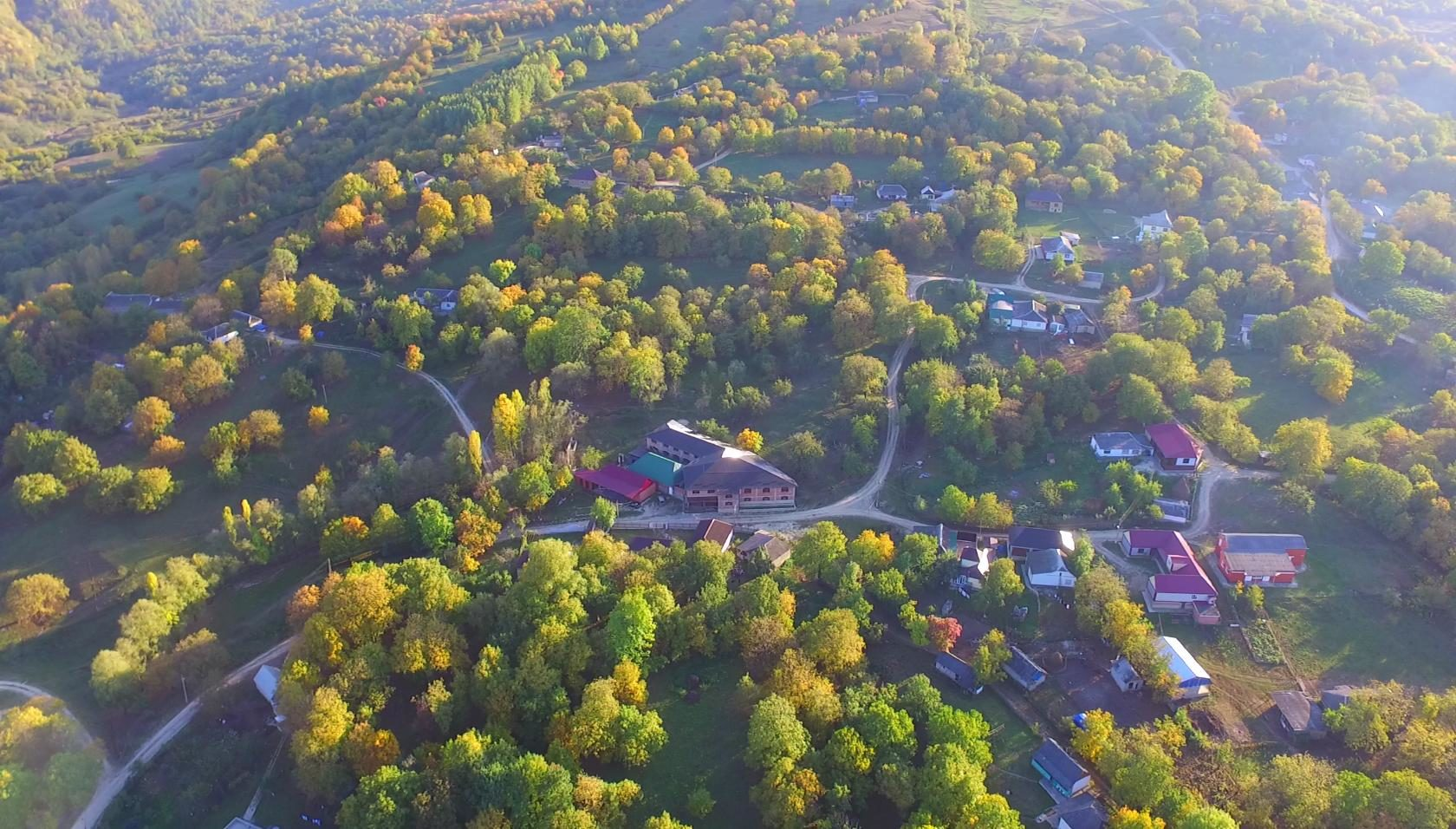
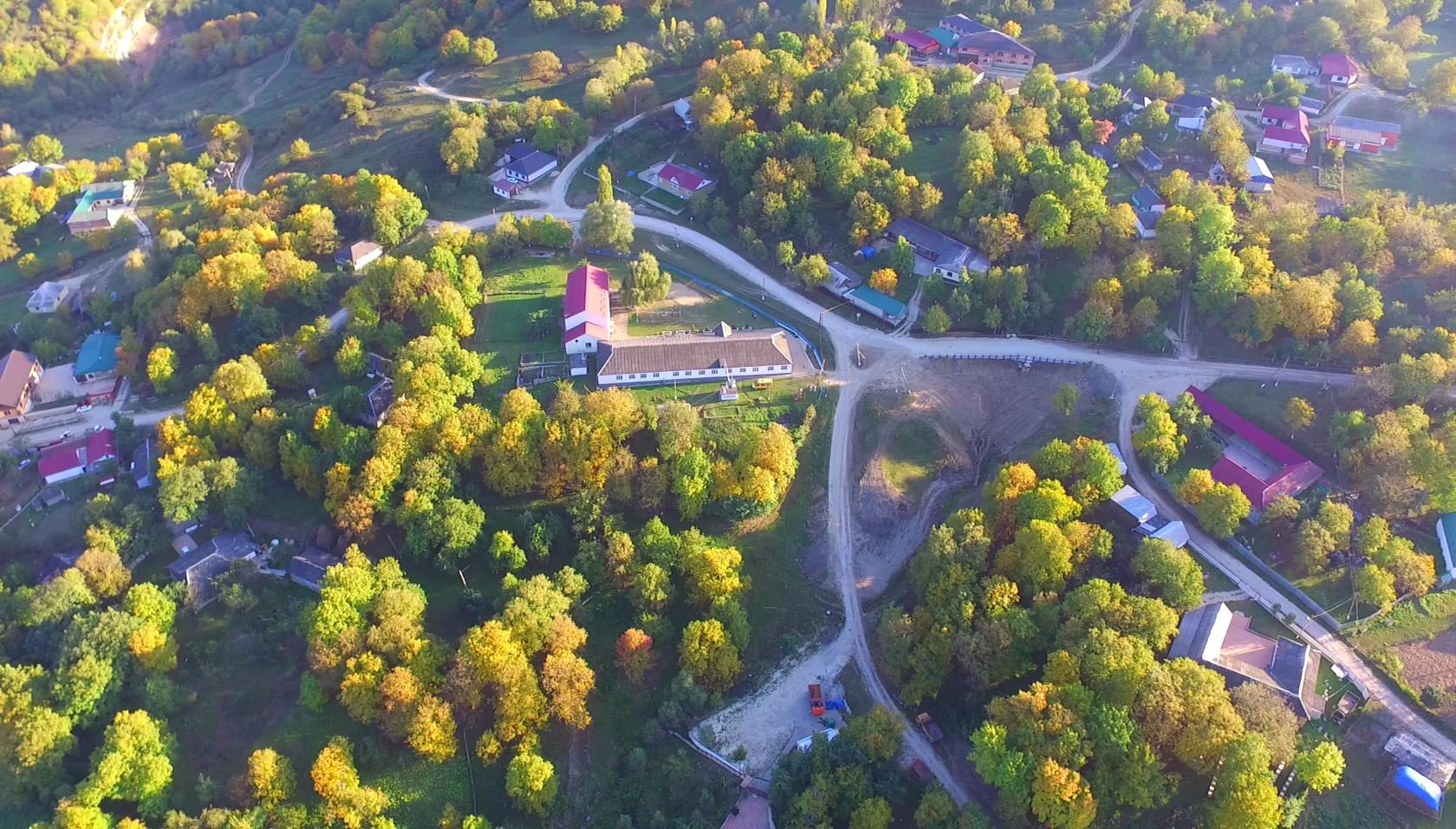
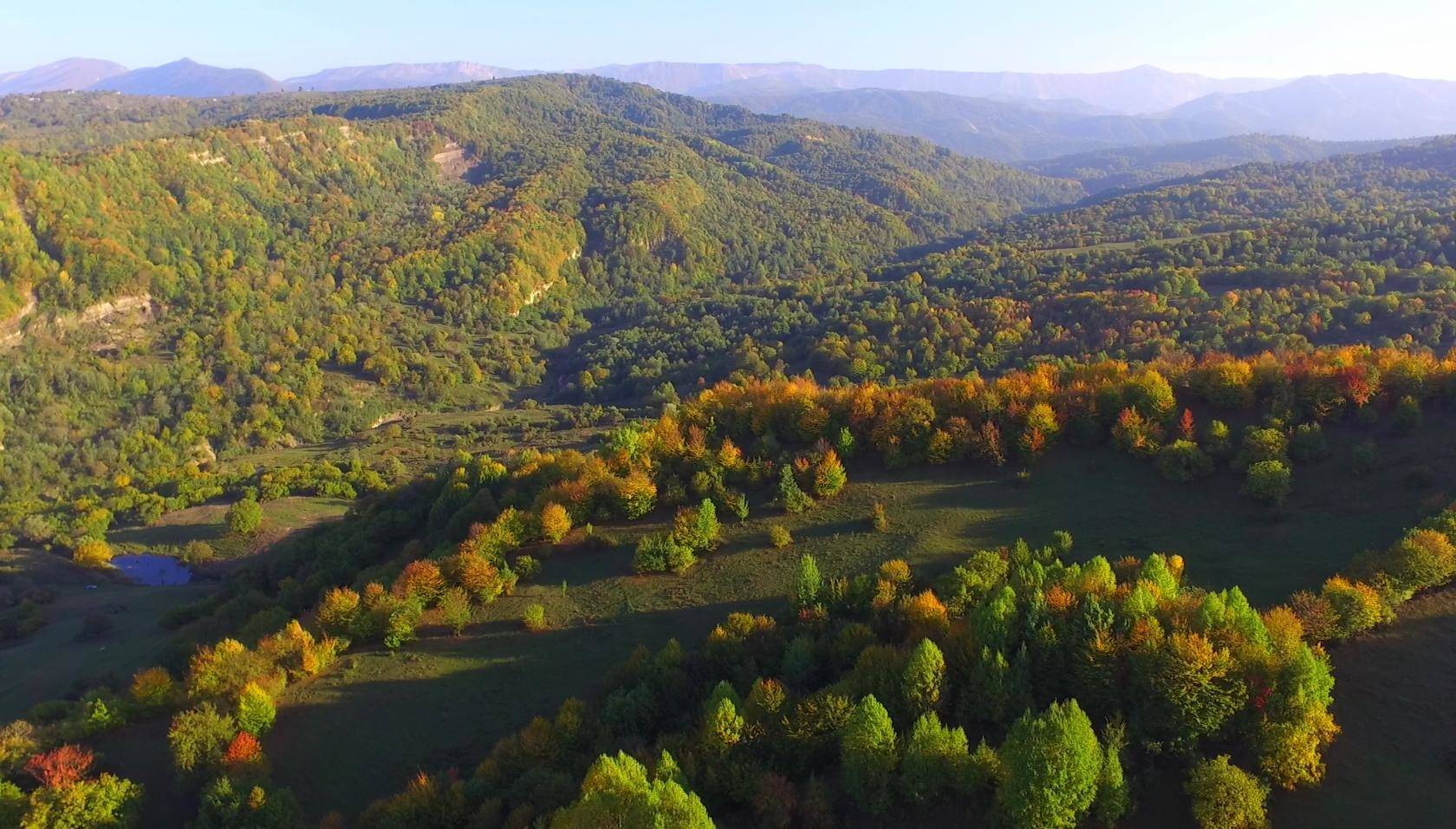
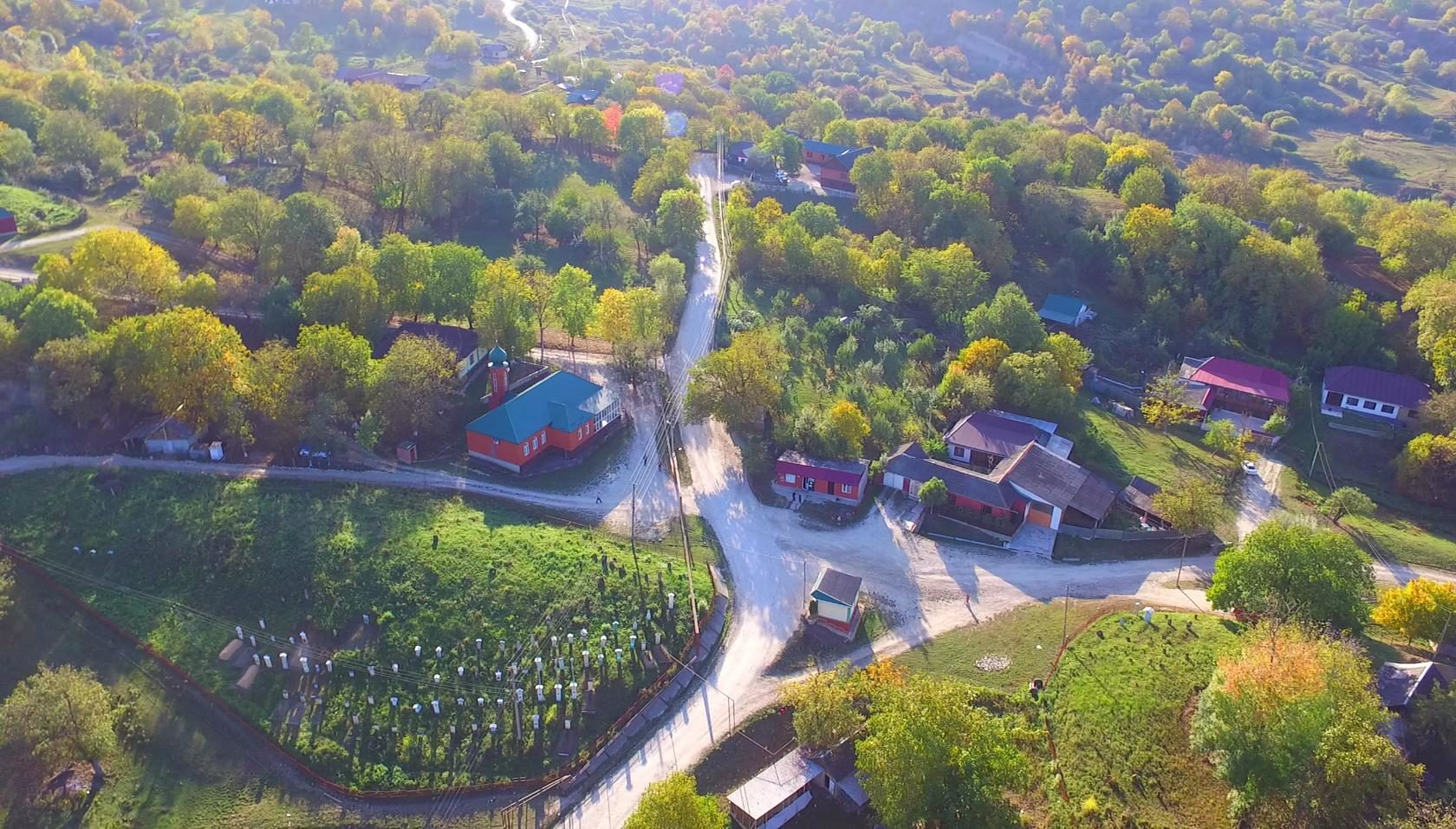
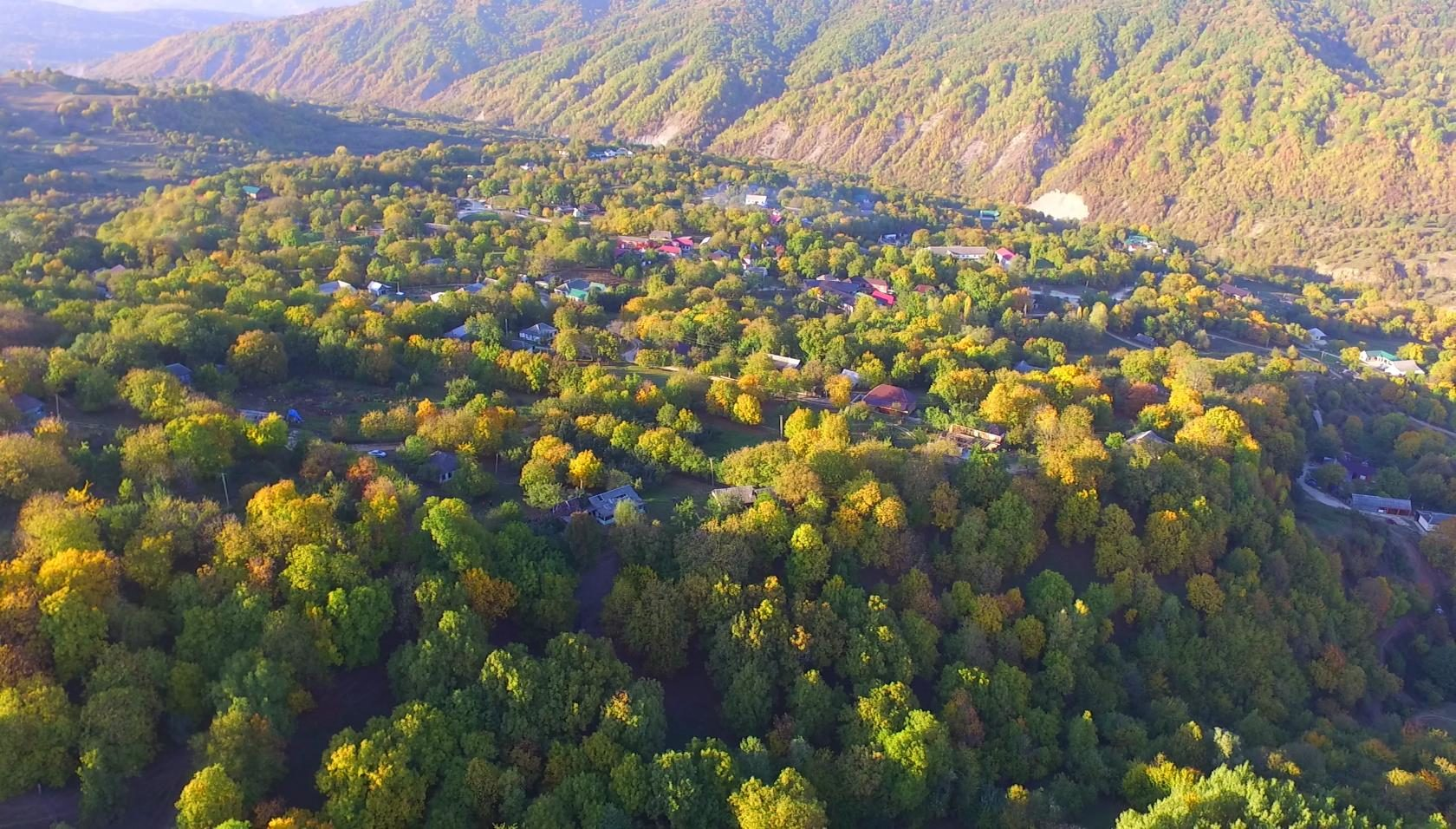
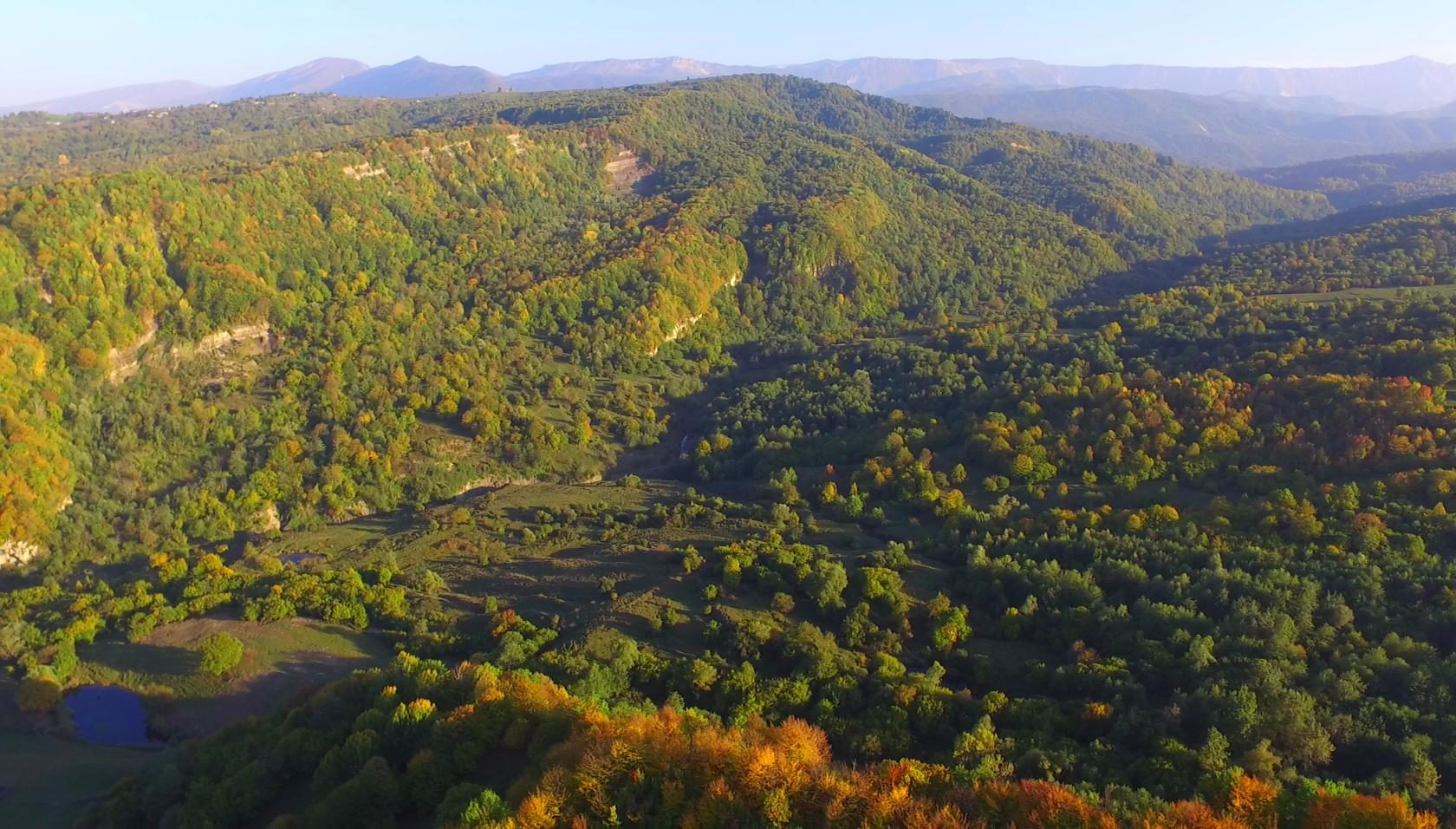